# 三角公園 (彰化)
24°4′43.18″N 120°32′25.55″E / 24.0786611°N 120.5404306°E

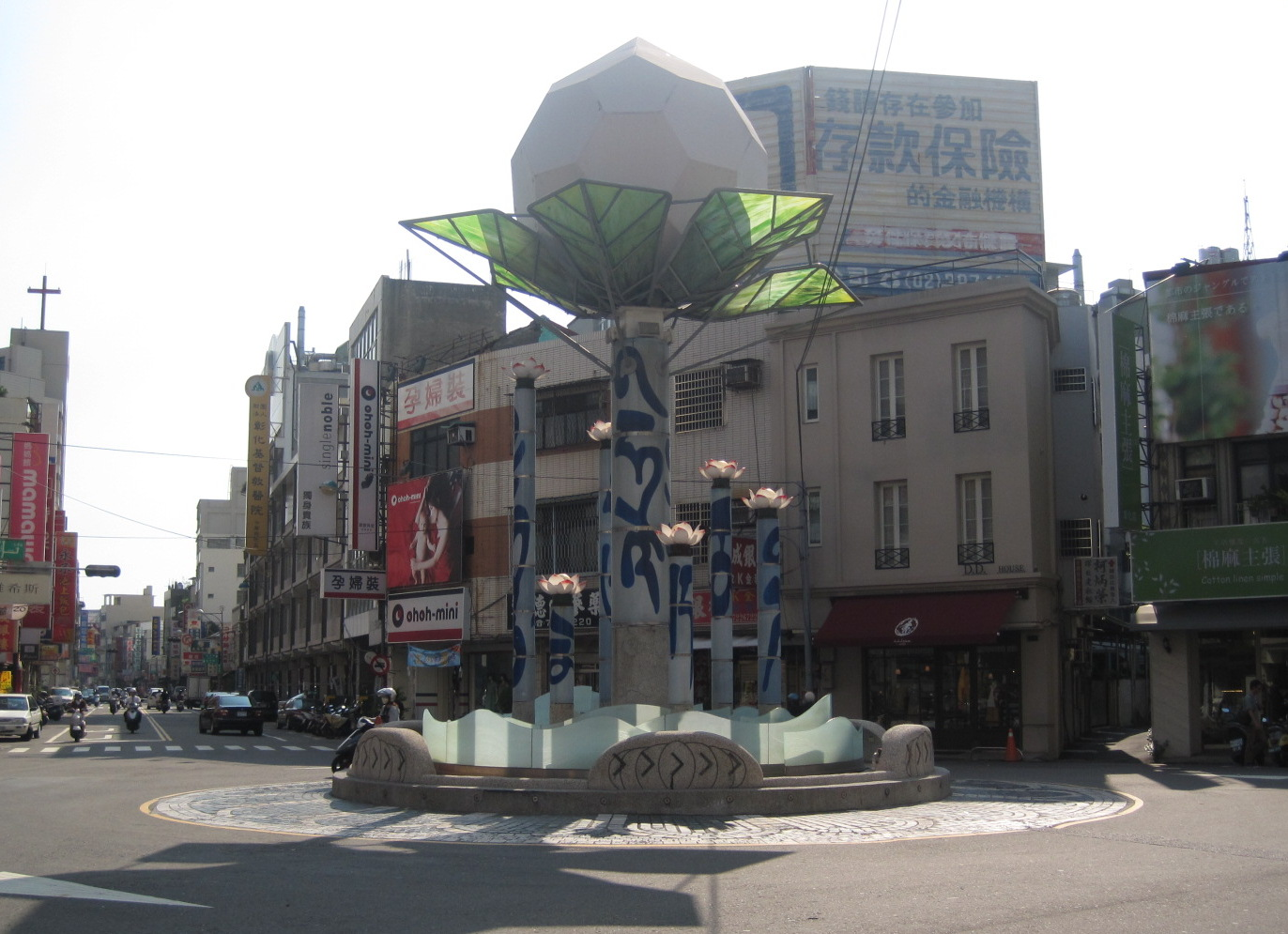
2012年7月的三角公園，此時圓環內圈鋪石尚未打掉

三角公園是臺灣彰化市區的一座圓環，位於彰化市光華里中華路（台19線）與和平路交叉路口。三角公園是於日治時期，日人為美化而種苗的小塊綠地，因形似三角狀而得名。隨著交通發展，彰化市公所為因應龐大車流量而改建成圓環。
三角公園地處彰化市商業鬧區，匯集三條道路於此，由《清領時期彰化古城街道巷弄位置圖》可知，其交通動線與清領時期相同。以三角公園為中心，東門街位於今日三角公園到中山路口這一段的中華路，大西門街位於今日三角公園到中正路口這一段的中華路，北門街位於今日三角公園到中正路口這一段的和平路。
2007年12月，彰化市公所就著手規劃「三角公園圓環景觀改造工程」，興建一座景觀造型的塔球，約十公尺高，塔球的球體呈蓮花造型，由20多片六角形的玻璃帷幕組合而成，塔球下方則為噴水池，配合著色彩燈光投射，使夜晚的三角公園圓環呈現視覺美觀的效果，以求帶動當地繁榮。完工啟用後，三角公園圓環常發生機車因圓環外圍地面遭噴水池濺起的水花弄溼，導致車禍頻傳，以及噴水池音樂所發出音量過大等問題。2011年9月，居民反映不斷，顯示三角公園圓環所設計蓮花球塔影響行車視線，噴水池濺出水花使路面過溼而易發生機車車禍，環境衛生問題及燈光、音樂故障失修等狀況，引發蓮花球塔存廢爭議。2012年9月，為避免車禍持續發生，彰化市公所決定先行將圓環內圈鋪石打掉，改鋪柏油路面。
2022年1月13日晚上22時，彰化市公所順應民意，調動重機具拆除圓環內的「蓮花座」。「蓮花座」拆除後，圓環內鋪設人工草皮，草皮外圍仍留有石臺及6個半橢圓弧裝飾物。然而留下的裝飾物與草皮被部分民眾認為看起來像是墓穴，因此彰化市公所決定拆除裝飾物，但仍保留圓環。裝飾物拆除工程於該年2月11日進行。

## 周邊景點
- 開化寺